# Workineh Mekonnen
 (décembre 2022).
République fédérale démocratique d'Éthiopie
Workineh Mekonnen (Ge'ez : ወርቅነህ መኮንን) est un des 112 membres de la Chambre de la fédération éthiopienne. Il est un des 17 conseillers de l'État Amhara et représente le peuple Amhara.